# Тунхай
Тунха́й (кит. упр. 通海, пиньинь Tōnghǎi) — уезд городского округа Юйси провинции Юньнань (КНР).

## История
После завоевания Дали монголами и вхождения этих мест в состав империи Юань в 1276 году здесь были созданы уезды Тунхай и Хэси (河西县). Они были подчинены властям Линьаньского региона (临安路), который после завоевания этих мест войсками империи Мин стал Линьаньской управой (临安府). После Синьхайской революции в Китае была проведена реформа структуры административного деления, в результате которой управы были упразднены.
После вхождения провинции Юньнань в состав КНР в 1950 году был образован Специальный район Юйси (玉溪专区), и уезды Тунхай и Хэси вошли в его состав. Постановлением Госсовета КНР от 16 ноября 1956 года уезды Хэси и Тунхай были объединены в уезд Цилу (杞麓县). Постановлением Госсовета КНР от 4 января 1960 года уезд Цилу был переименован в Тунхай. В 1970 году Специальный район Юйси был переименован в Округ Юйси (玉溪地区).
В 1997 году округ Юйси был преобразован в городской округ.

## Административное деление
Уезд делится на 2 уличных комитета, 4 посёлка и 3 волости.

## Экономика
Тунхай — ведущий овощеводческий район Юньнаня с длительной историей выращивания овощей. Местный климат позволяет фермерам собирать до пяти урожаев овощей в год (включая брокколи, помидоры и китайскую капусту). В 2023 году площадь овощных плантаций в Тунхае составила 19,12 тыс. га, общий объем производства — 1,15 млн тонн, а объём переработки — 800 тыс. тонн. Около 30 % урожая отправляется на экспорт в страны Юго-Восточной Азии и Среднего Востока.